# Asiabregma ryukyuense
Asiabregma ryukyuense is een insect dat behoort tot de orde vliesvleugeligen (Hymenoptera) en de familie van de schildwespen (Braconidae). De wetenschappelijke naam van de soort werd voor het eerst geldig gepubliceerd door Belokobylskij, Zaldivar & Maeto in 2008.